# Downsville (Maryland)
Downsville es un lugar designado por el censo ubicado en el condado de Washington en el estado estadounidense de Maryland. En el Censo de 2010 tenía una población de 355 habitantes y una densidad poblacional de 219,31 personas por km².

## Geografía
Downsville se encuentra ubicado en las coordenadas 39°33′17″N 77°48′6″O / 39.55472, -77.80167. Según la Oficina del Censo de los Estados Unidos, Downsville tiene una superficie total de 1.62 km², de la cual 1.62 km² corresponden a tierra firme y (0%) 0 km² es agua.

## Demografía
Según el censo de 2010, había 355 personas residiendo en Downsville. La densidad de población era de 219,31 hab./km². De los 355 habitantes, Downsville estaba compuesto por el 97.46% blancos, el 0% eran afroamericanos, el 0.56% eran amerindios, el 0.28% eran asiáticos, el 0% eran isleños del Pacífico, el 0% eran de otras razas y el 1.69% pertenecían a dos o más razas. Del total de la población el 0% eran hispanos o latinos de cualquier raza.